# 茨城県道139号筑波山公園線

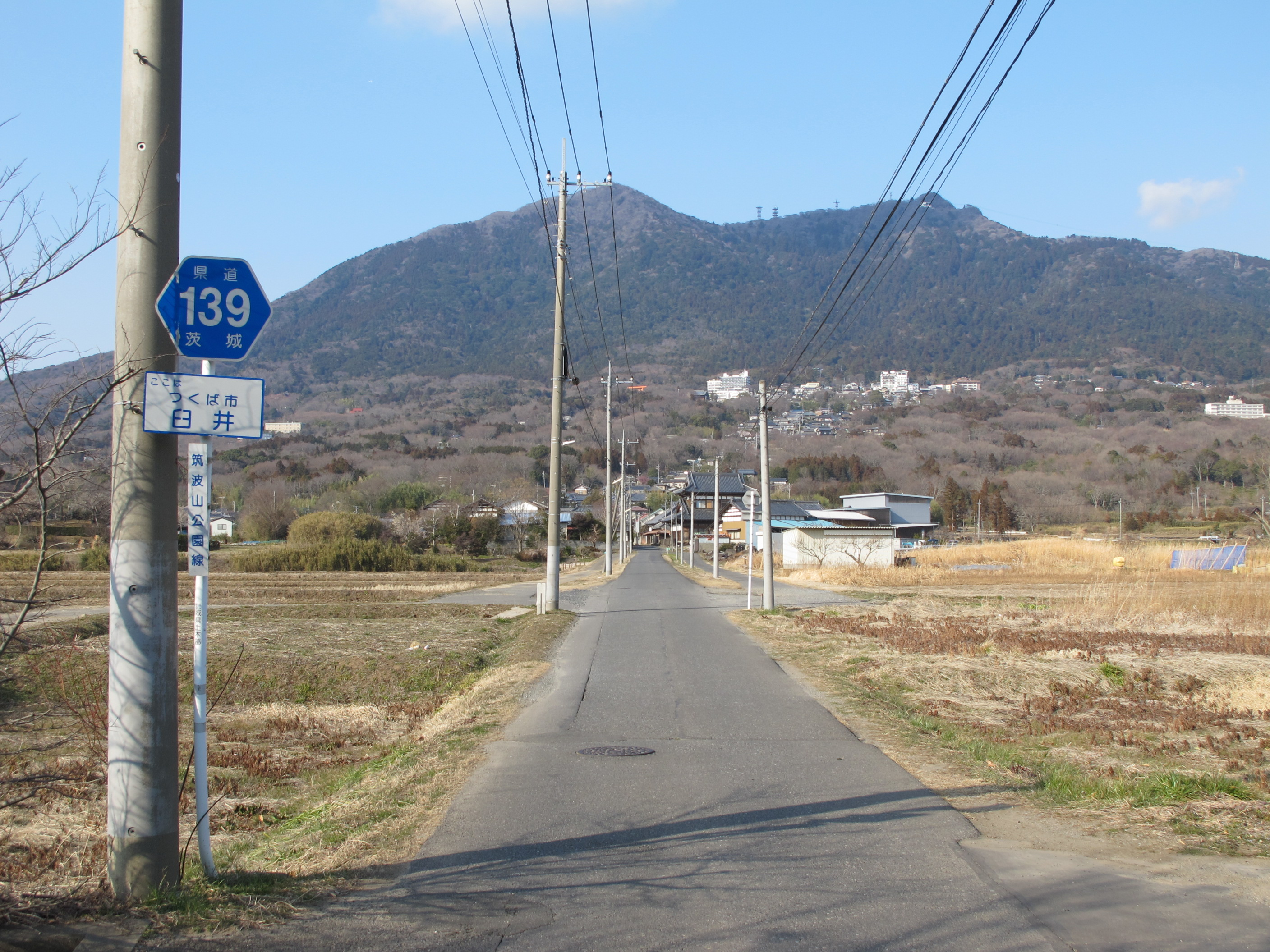
茨城県道139号筑波山公園線
つくば市臼井（2014年3月）
道路は筑波山の中腹に向かって真っすぐに這い上がる。

茨城県道139号筑波山公園線（いばらきけんどう139ごう つくばさんこうえんせん）は、茨城県つくば市筑波の筑波公園からつくば市北条に至る県道である。

## 概要
筑波山中腹の筑波山神社前から、つくば市北条市街地まで南北に結ぶ一般県道で、関東の霊峰・筑波山中腹の筑波山神社への参道であった「つくば道」を、ほぼそのまま踏襲して県道指定したものである。

### 路線データ
- 起点：茨城県つくば市筑波296番1地先（筑波山神社前）[1]
- 終点：茨城県つくば市北条87番2地先（茨城県道138号石岡つくば線交点）[1]
- 総延長：6.438 km[2]
- 重用延長：2.013 km[2]
- 未供用延長：なし[2]
- 実延長：4.425 km[2]
- 自動車交通不能区間延長[注釈 1]：0.790 km[2]

## 歴史

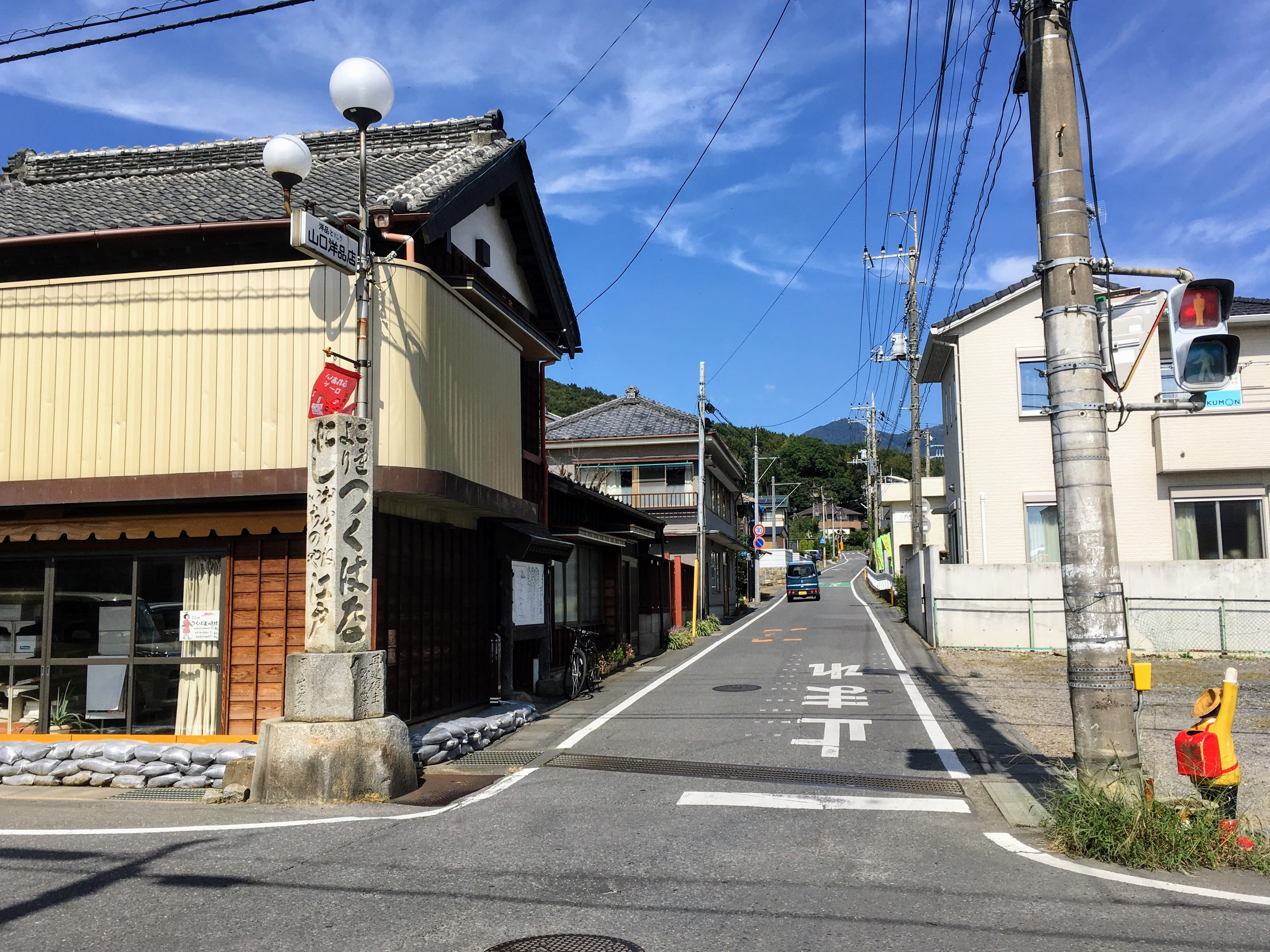
北条のつくば道終点と道標 (2016年撮影)

江戸時代、江戸城から見て鬼門の方角にあたる筑波山は、徳川将軍家の祈願所として手厚く保護を受けた。特に3代将軍家光のときは、幕府の全額負担で筑波山神社の改修工事が行われており、このときの労働者や資材を運ぶために造られた道が「つくば道」だといわれている。
1982年（昭和57年）11月1日、ルートは異なるが前身に相当する廃止路線の県道筑波公園線（整理番号25、筑波郡筑波町 - 同）に代わる新たな一般県道路線として、筑波公園を起点、筑波郡筑波町大字北条を終点とする区間を茨城県が県道路線認定した。1995年（平成7年）の整理番号の再編成により、整理番号139となり現在に至る。

### 年表
- 1965年（昭和40年）3月3日：前身に相当する筑波公園線（筑波町大字沼田 - 筑波町大字筑波）の道路拡幅・路線延長を拡大（2,366→2,481 m）[5]。
- 1982年（昭和57年）11月1日
  - 現在の路線である県道筑波山公園線（整理番号164）として路線認定される[6]。
  - 道路区域を、筑波郡筑波町大字筑波（筑波公園） - 同町大字北条（県道石岡筑波線）に指定[1]。
  - 同時に、筑波公園線（整理番号25）、八郷筑波線（整理番号164）の県道路線を廃止[7]。
- 1995年（平成7年）3月30日：整理番号164から現在の番号（整理番号139）に変更される[8]。
- 2013年（平成25年）4月27日：つくば市筑波字一丁目（終点・筑波山神社前）の道路が拡幅されて、転回場が設置される[9][10]。

## 路線状況
筑波山神社の古来からの参道ゆえ、神社前から麓の臼井地区までの傾斜区間は一般の峠道のようにつづら折りになっておらず、斜面を直線的に這い上る形をとる。昔の登山道の名残を残し、道幅が非常に狭く、車がすれ違うのがやっとである。この区間は、基本的に自動車で走ることを前提とした設計になっておらず、最小幅員2.4 mの狭隘区間・推定25%以上の急坂が連続する。スリップを防ぐため段差付きのコンクリート舗装がなされているが、民家の入り口前などで階段の踊り場のように大きく路面が波打っている。車での筑波山へのアプローチは、県道筑波山公園線ではなく、つくば市国松より茨城県道42号笠間つくば線、或いは不動峠または朝日峠より茨城県道236号筑波公園永井線（旧・表筑波スカイライン）によるのが一般的である。
つくば道は、旧建設省と「道の日」実行委員会により制定された日本の道100選に選ばれており、徒歩で散策すると江戸時代よりあったつくば道の歴史の息吹を感じながら歩くことができる。また、関東ふれあいの道にも指定されており、筑波の自然に触れることのできる格好の散策コースにもなっている。
路線起点にもなっている筑波山神社前は行き止まりであるが、2013年に整備された転回場（ロータリー）により自動車のUターンは可能で、筑波山神社や旅館、土産物店が集まるこの道路の混雑軽減化が図られている。

### 重複区間
つくば道の最も傾斜の厳しい最上部付近は県道指定されておらず、つくば道から西に折れて県道笠間つくば線と合流して神社入口交差点までが重複区間となっている。
- 茨城県道42号笠間つくば線（つくば市筑波）

### 道路施設
- 白滝橋（逆川、つくば市臼井 - 神郡）

## 地理

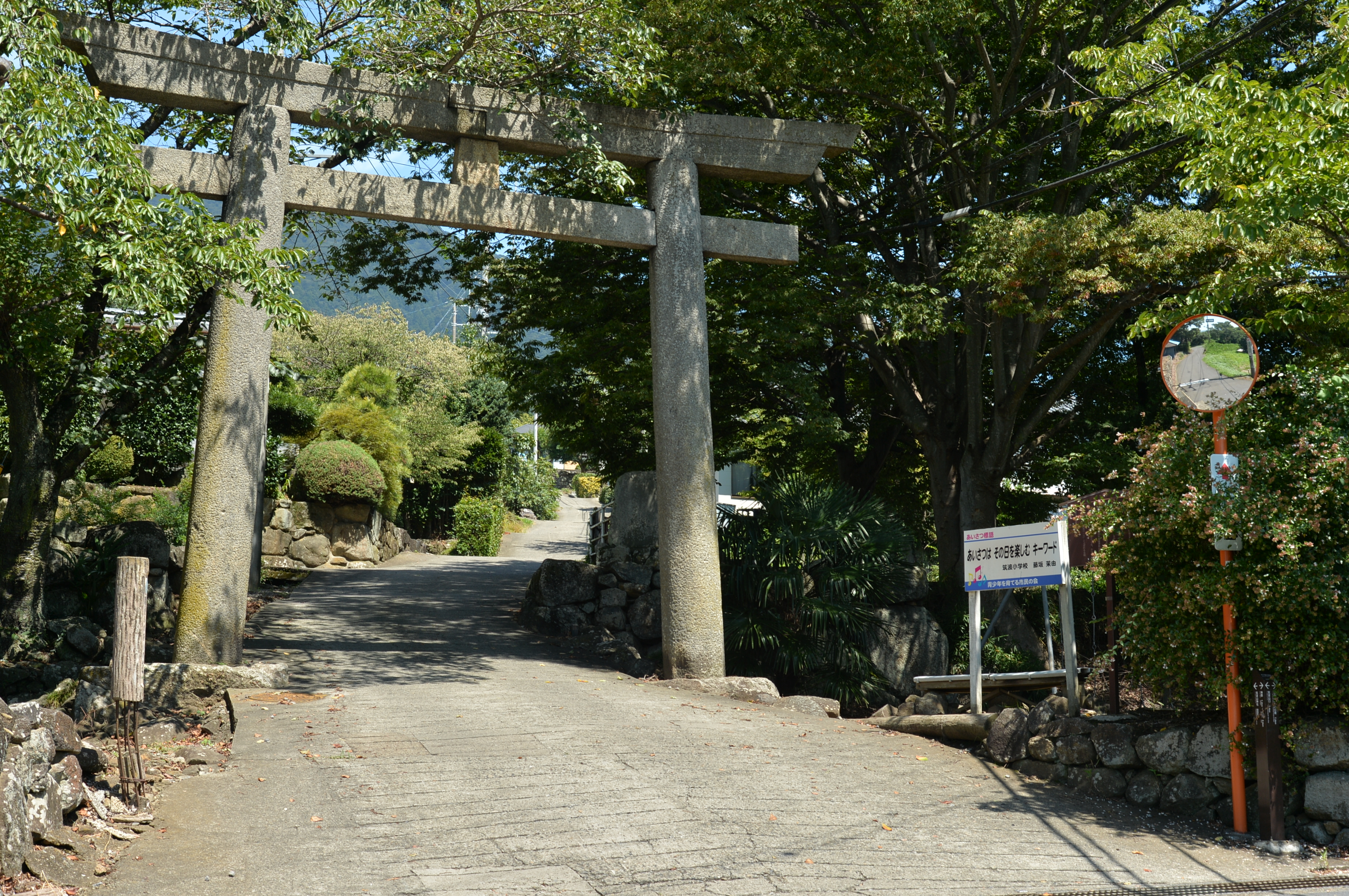
筑波山南麓のつくば市筑波では、県道（つくば道）上に筑波山神社一の鳥居が建つ。この奥の先は筑波山神社拝殿まで急坂が続く。

本県道は、筑波山への信仰の道でもある。筑波山は、関東平野にそびえる男体山と女体山からなる双耳峰で、標高は877 mである。関東の名山として「西の富士、東の筑波」と称され、万葉集や小倉百人一首にも数多く歌われており、古くから神が住む山として信仰されてきた。起点の筑波山神社は、山の中腹に位置し、イザナギ・イザナミ男女2神が祀られ、縁結び・夫婦円満の社として崇められている。
終点・つくば市北条は、かつて筑波山を登山する人々の基地として栄えたところで、古い町並みの面影を残す。終点交差点付近には「これよりつくば道」と掘られた道標が建ち、交差点を北へ向かうと本県道を進み筑波山へ向かう。筑波山神社へと登る坂道途中の集落の一部には、白壁と格子の風情ある家が続いている。

### 通過する自治体
- 茨城県
  - つくば市

### 交差する道路
- 茨城県道42号笠間つくば線（重複）
- 茨城県道138号石岡つくば線（つくば市北条 終点）

### 沿線
- 筑波山
  - 筑波山神社（つくば市筑波）
- つくば田井郵便局（つくば市神郡）